# Herme

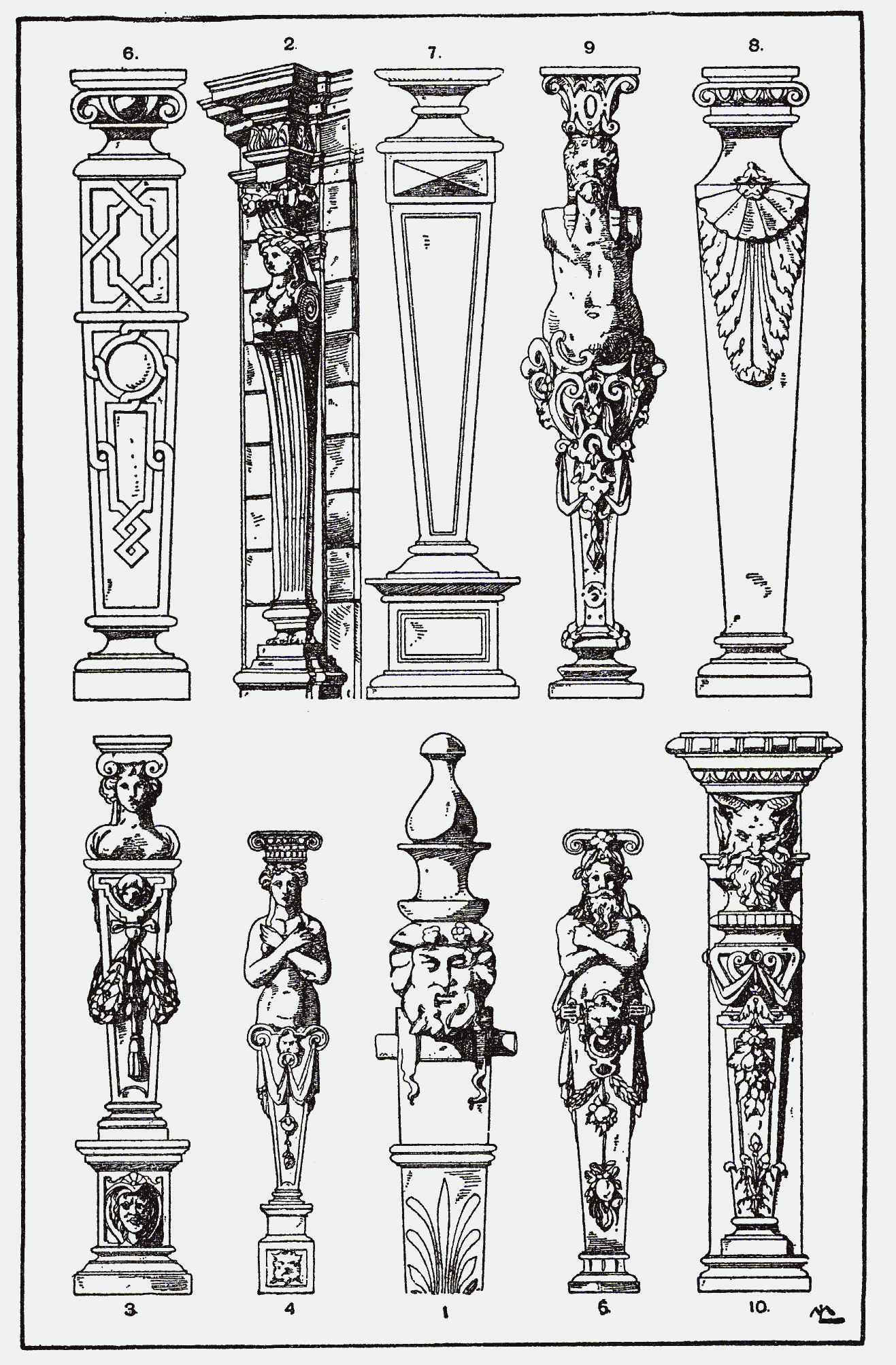
Verschiedene Formen von Hermen (Nr. 4, 5, und 9)

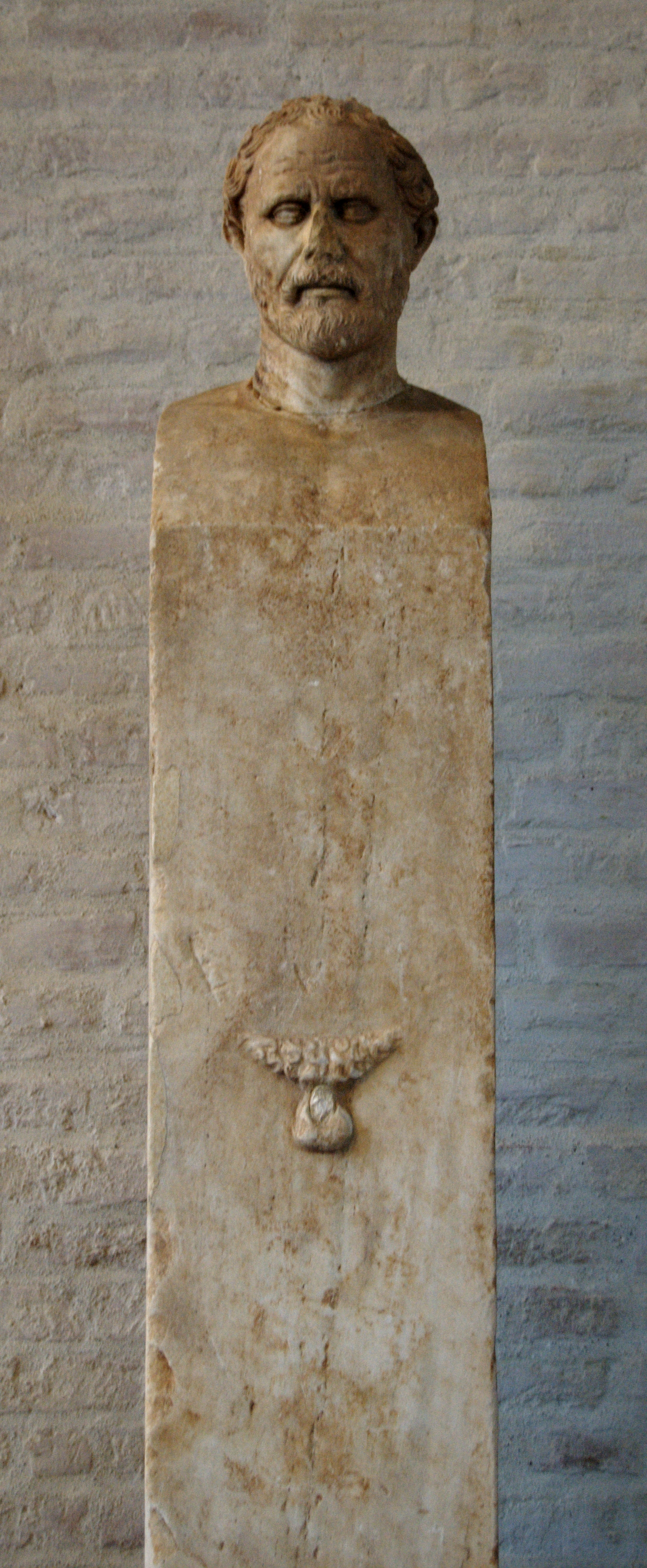
Herme des Demosthenes auf dem Marktplatz von Athen, Werk des Polyeuktos, um 280 v. Chr.

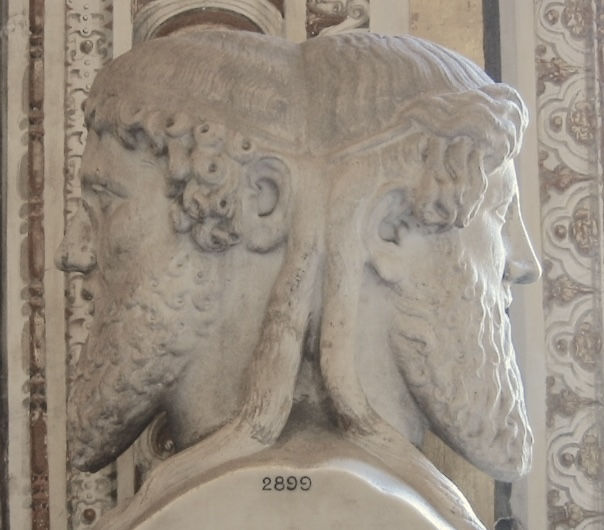
Janus-Statue, eine Doppelherme

Herme (altgriechisch ἑρμῆς hérmēs) bezeichnet in der antiken Kunst einen Pfeilerschaft mit aufgesetztem Kopf und Schultern. Ursprünglich diente ein schlichter Steinhaufen (ἑρμαῖον hermaíon) zur Markierung von Wegen, dann auch eine steinerne Stele, die mit Phallus und Armansätzen versehen als Kultbild des bärtigen Wegegotts Hermes an Kreuzwegen und ähnlichen Orten aufgestellt wurde.

## Geschichte
In der Antike, schon in archaischer Zeit, gibt es Kopfbildnisse, die sich auf einer viereckigen Basis befinden, die einen verkürzten Pfeiler andeuten sollte, die nicht direkt mit dem Hermeskult zu tun haben. Diese sind nicht selten relativ klein und dienten auch als häusliches Kultobjekt. Bereits im 5. Jahrhundert v. Chr. erschienen neben Hermes auch andere Götter in dieser Form. Die Bezeichnung Herme für Kopfbildnisse auf dieser vierkantigen Basis bleibt jedoch bestehen. Neben der privaten Verwendung sind Porträtköpfe als Herme auch Gegenstand öffentlicher Darstellung und Repräsentation. Ein gutes Beispiel ist die bekannte Themistokles-Herme von Ostia. Diese Basen nähern sich später zunehmend der Form der Büste an, die in der römischen Porträtkunst häufig verwendet wurde. Büsten haben zumeist einen angedeuteten Armansatz mit der Schulter, der bei der Herme gänzlich fehlt.
Zum Politikum wurden die Hermen im antiken Athen im Jahre 415 v. Chr. durch den Hermenfrevel.
Neben Politikern existieren Hermen auch unter anderem von Philosophen und Dichtern wie zum Beispiel von Theophrastos von Eresos, dem Lehrer des Menander.

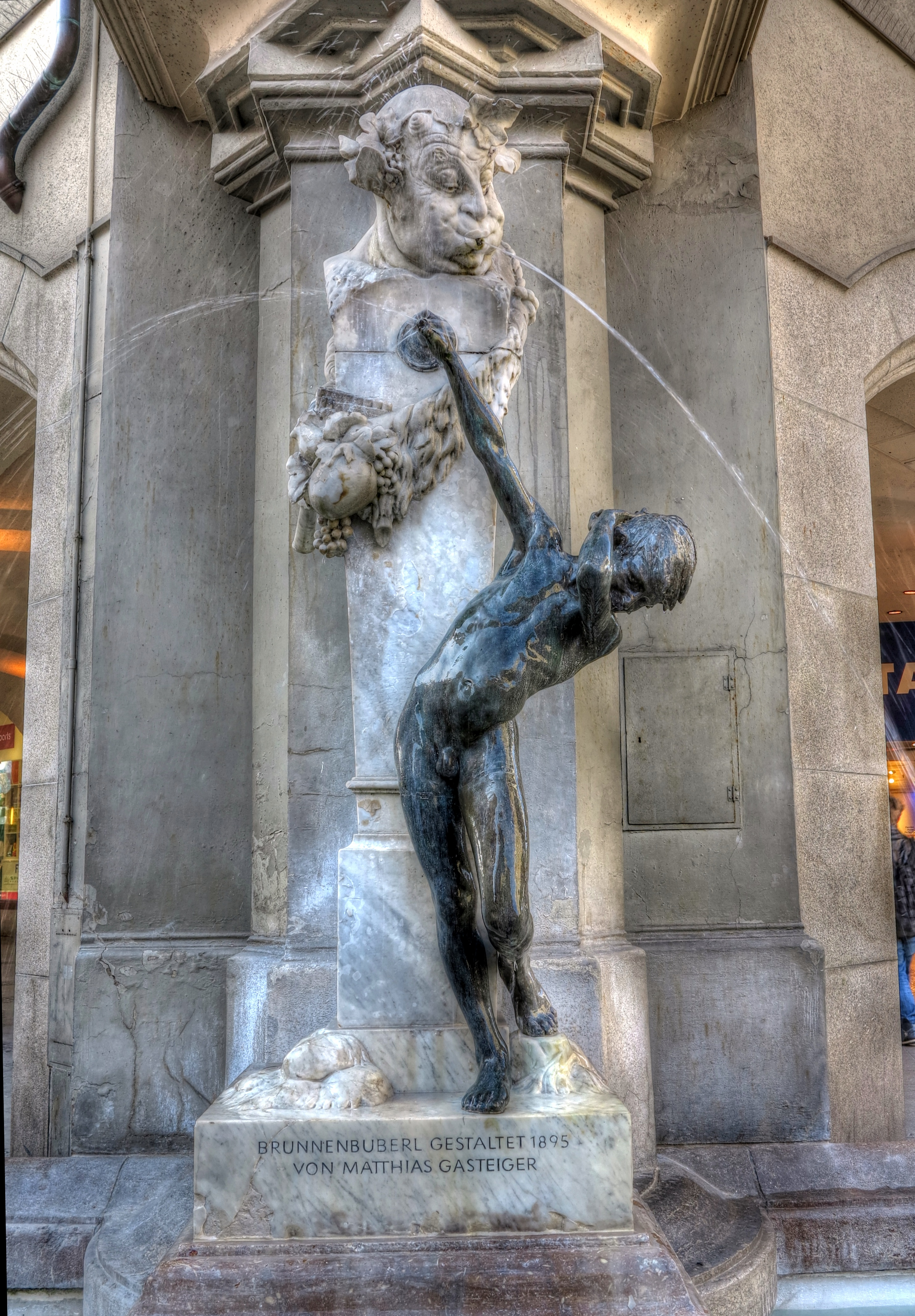
Satyrherme mit Knaben von Mathias Gasteiger 1895

## Formen
Eine Sonderform der Herme ist die sogenannte Doppelherme. Dabei sind zwei auf der Hermenbasis befindliche Köpfe jeweils mit dem Hinterkopf miteinander verbunden. Der römische Gott Janus erscheint häufig in dieser Form. Es kommt jedoch auch vor, dass berühmte Dichter in Doppelhermen dargestellt sind. Zum Beispiel gibt es eine Doppelherme im Römischen Nationalmuseum mit den Porträts des hellenistischen Menander und vermutlich eines Dichters der Alten Komödie. Da könnte vielleicht an Aristophanes gedacht werden, geklärt ist dessen Identität bislang noch nicht.
Tragende Steinpfeiler an Gebäuden, die am oberen Ende mit einem Frauenkopf abschließen, werden als Karyatidherme bezeichnet. Diese wiederum leiten sich von Karyatide und Herme ab. Anders als bei Karyatiden fehlt der Körper der Frauengestalt und diese ist hermenartig auf ihren Kopf und Schultern, ggf. den Oberkörper, reduziert. In der Architektur finden diese auch im 19. Jahrhundert im manieristischen Stil sowohl in repräsentativen Wohnbauten als auch in Immediatbauten Anwendung. Dabei wird geradezu kanonisch auf die Vorbilder der Karyatiden des Erechtheions auf der Akropolis in Athen zugegriffen, während ältere Typen der Kore hierbei vergleichsweise selten vorkommen. Es kommt auch ihr männliches Pendant, der Atlant, in dieser Form vor. Im Unterschied zur Karyatide ist er aber zumeist gänzlich unbekleidet.
Die Porträt-Herme wie auch die Porträt-Büste werden bis heute als Würdigung herausragender Persönlichkeiten an exponierten öffentlichen Orten oder Gebäuden aufgestellt. Häufig verwendet wird hierbei der teure italienische Carrara-Marmor, um hierdurch zusätzlich die Bedeutung der so geehrten Persönlichkeit herauszustellen.